# The Simpsons Archive
The Simpsons Archive, también reconocido como snpp.com o simplemente SNPP, recibió su nombre en homenaje a la central nuclear de Springfield (Springfield nuclear power plant), y constituye un sitio web de admiradores dedicado a la serie de Los Simpson, que ha estado en línea desde 1994. Este portal es mantenido colaborativamente por numerosos voluntarios. Surgido a raíz del grupo de noticias alt.tv.simpsons y foros vinculados a Los Simpson, el sitio engloba todos los aspectos de la serie, abarcando desde minuciosas guías de episodios futuros y marketing, hasta cápsulas de episodios (documentos textuales que capturan fotogramas de chistes, diálogos, sinopsis de escenas y comentarios). Por lo tanto, ha obtenido un notable reconocimiento como una destacada fuente de referencia.
En pro de mantenerse alejados del departamento legal de FOX, después del conflicto de 1996, el sitio no contiene material multimedia ni interactivo, prefiriendo centrarse en documentar la serie a través de texto escrito. A partir de octubre de 2005, el sitio recibe aproximadamente 1.2 millones de visitas por mes. 
The Simpsons Archive empezó en 1994, creado por Gary Goldberg, con una extensa ayuda de los miembros de alt.tv.simpsons, incluyendo Raymond Chen, el primero en compilar los episodios, y Dave Hall, uno de los primeros fanes en línea de los Simpson en lograr una lista de compilación. El sitio, originalmente basado en el Widener archive creado por Brendan Kehoe en 1989, estaba diseñado en amarillo brillante y negro hasta 1998, cuando fue renovado con un estilo más moderno, siendo este el que permanece hoy en día.

## Contenido del sitio
FAQs, Guías y ListasFAQs, archivos de personajes, información de productos, historial de las retransmisiones y, como sugiere el nombre, varias listas (tales como listas de elenco, chistes del sofá, chistes de pizarra, letras de canciones, etc.)
Próximos episodiosGuías para la programación nacional en países como EE.UU., Reino Unido, Australia, Nueva Zelanda, Rusia,... así como detalles de episodios en producción.
Guía de EpisodiosBreve sinopsis de cada episodio, incluyendo estrellas invitadas y primeras apariciones de los personajes.
Cápsulas de los episodiosProbablemente, la mejor característica del sitio web, conteniendo archivos de texto documentando frases y resúmenes de escenas, fotogramas, comentarios, errores de animación y cualquier otro dato necesario. Las cápsulas están mayormente formadas por documentación publicada en alt.tv.simpsons. La cápsula del episodio es una convención que desde entonces se ha extendido por muchos otros sitios webs de fanes y grupos de noticias, incluyendo Futurama, la coanimación de Matt Groening.
MisceláneaUna colección de copias de papeles académicos, tantos internos como externos, entrevistas y todo lo relativo a la serie, datando hasta de 1987.-Simpsons: El sitio web tiene una la lista de correo electrónico propia, con casi 1000 miembros. Esta lista es moderada para prevenir spam.
Enlaces a WebUna lista de enlaces a cientos de otros sitios relacionados, desde fansites y sitios de personajes hasta páginas de miembros del elenco y sitios oficiales.
The Springfield TimesUna página de noticias, hogar de artículos con información nueva relacionada con los Simpsons, eventos y productos, así como dos subsecciones de Noticias DVD y Noticias de película.
Además de esto, el sitio ofrece la posibilidad de buscar y una página "Sobre el archivo" que te permite contactar con cualquiera de los mantenedores y ver qué nuevas páginas y episodios cápsula han sido añadidos desde tu última visita.

## Publicidad
El sitio ha sido publicitado en muchas publicaciones, incluyendo la revista inglesa WebUser, en la cual el sitio está clasificado en el puesto #3 en su lista del "Top 100 TV Websites" del 2002, y varios libros no-oficiales de los Simpson incluyendo el analítico Planet Simpson por Chris Turner y la guía de episodios inglesa The Pocket Essentials: The Simpsons por Peter Mann y I Can't Believe It's A Bigger, Better Updated Unofficial Simpsons Guide por Warren Martyn y Adrián Wood. En Planet Simpson, Turner agradece a The Simpsons Archive, diciendo que el libro habría sido imposible sin ella. 
Matt Groening, creador de la serie, una vez dijo al periódico argentino La Nación: "Algunas veces tenemos que mirar los fansites para recordar lo que hemos hecho antes: uno de los mejores es www.snpp.com. No tengo ni idea de lo que significan esas siglas, pero tiene muchas cosas. Aunque para ellos, cada episodio es el peor de todos." Comentarios de los episodios cápsula del sitio también han sido mencionados en los comentarios de los DVD por varios miembros del elenco de la serie.[cita requerida]
En 2007, fue clasificado número cinco en la lista de Entertainment Weekly "25 essential fansites".